# Lifjell (horská oblast)
Lifjell je horská oblast na území obcí Hjartdal, Seljord, Midt-Telemark a Notodden v kraji Telemark v jižním Norsku. Jedná se o náhorní plošinu s rozlohou asi 55 km², jejímž nejvyšším bodem je vrchol hory Røysdalsnuten, který se nachází v nadmořské výšce 1291 metrů. Severozápadně od oblasti leží hora Mælefjell (1413 m n. m.). Vegetace na plošině Lifjell je na subalpínském stupni, v nejvyšších bodech dosahuje stupně alpínského, který je kvůli nestabilní půdě téměř bez vegetace. Rostliny zde rostou rozptýleně a jednotlivě. V oblasti je provozován lyžařský areál (Lifjell skisenter).
24. listopadu 1870 zde přistál francouzský vodíkový balón La Ville d'Orléans, který byl s kurýrem vyslán z obléhané Paříže za německé linie. Silný vítr jej však poslal na sever a po 14 hodinách cesty přistál právě v horách Lifjellu. Místo, kde balón ukončil svou cestu, je vyznačeno kamenem, koš balónu je umístěn ve sbírkách Norského technického muzea. Tato událost se považuje za první projev aviatiky na území Norska.

## Galerie

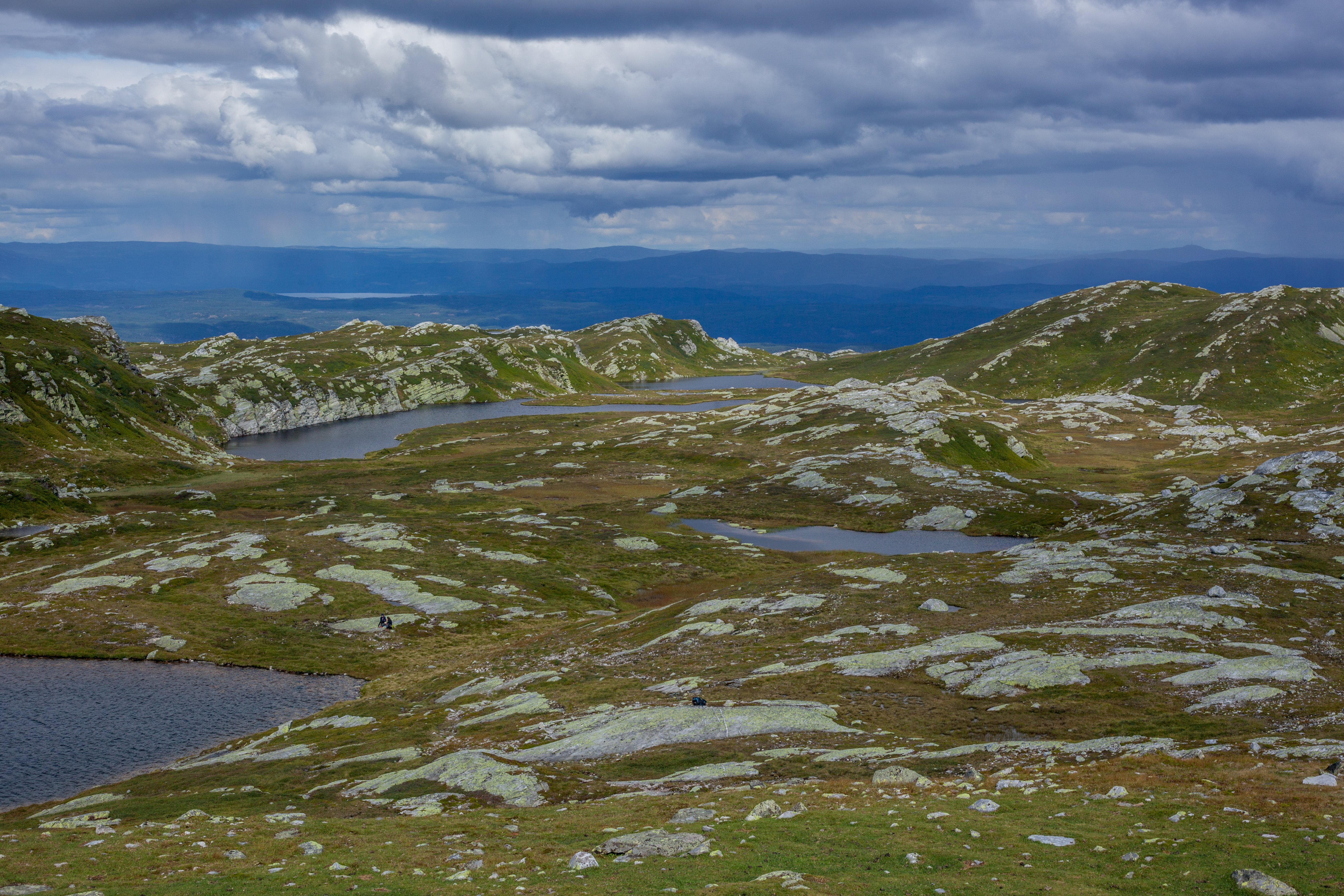
Pohled z hory Skrubbelinuten jihovýchodním směrem (2019)
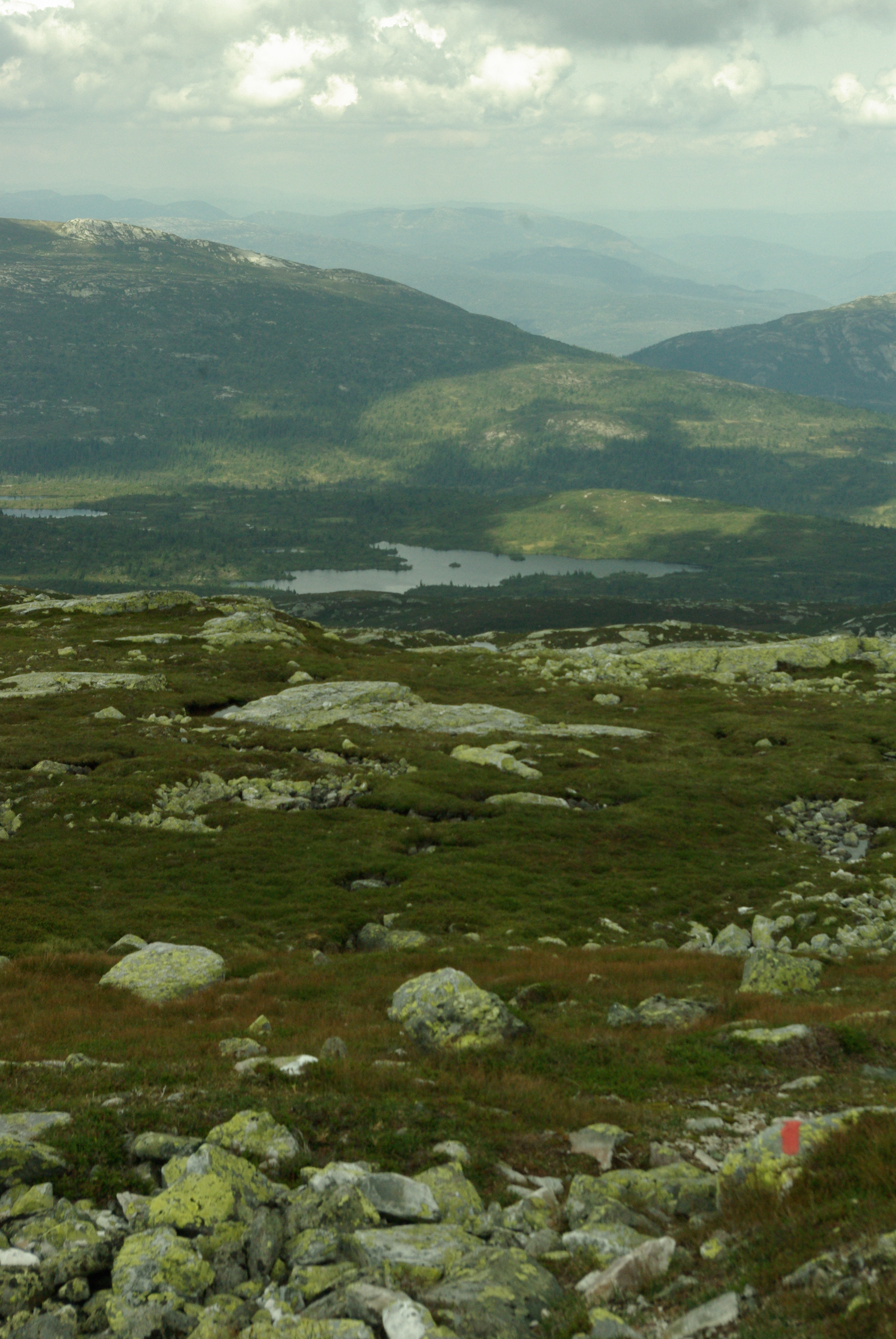
Pohled na východ z vrcholu Jøronnatten (2019)
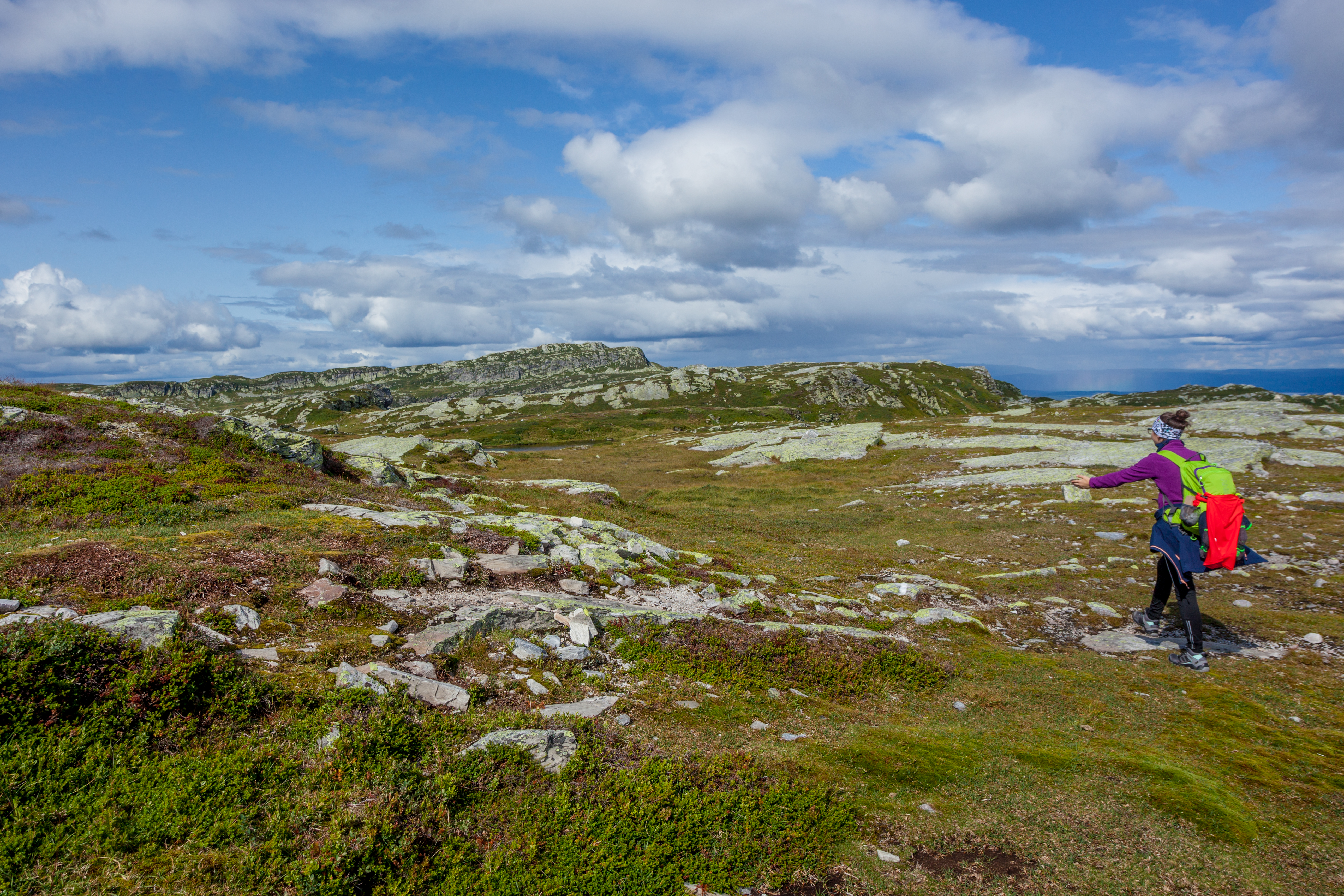
Okolí vrcholu Gleksefjell (2019)
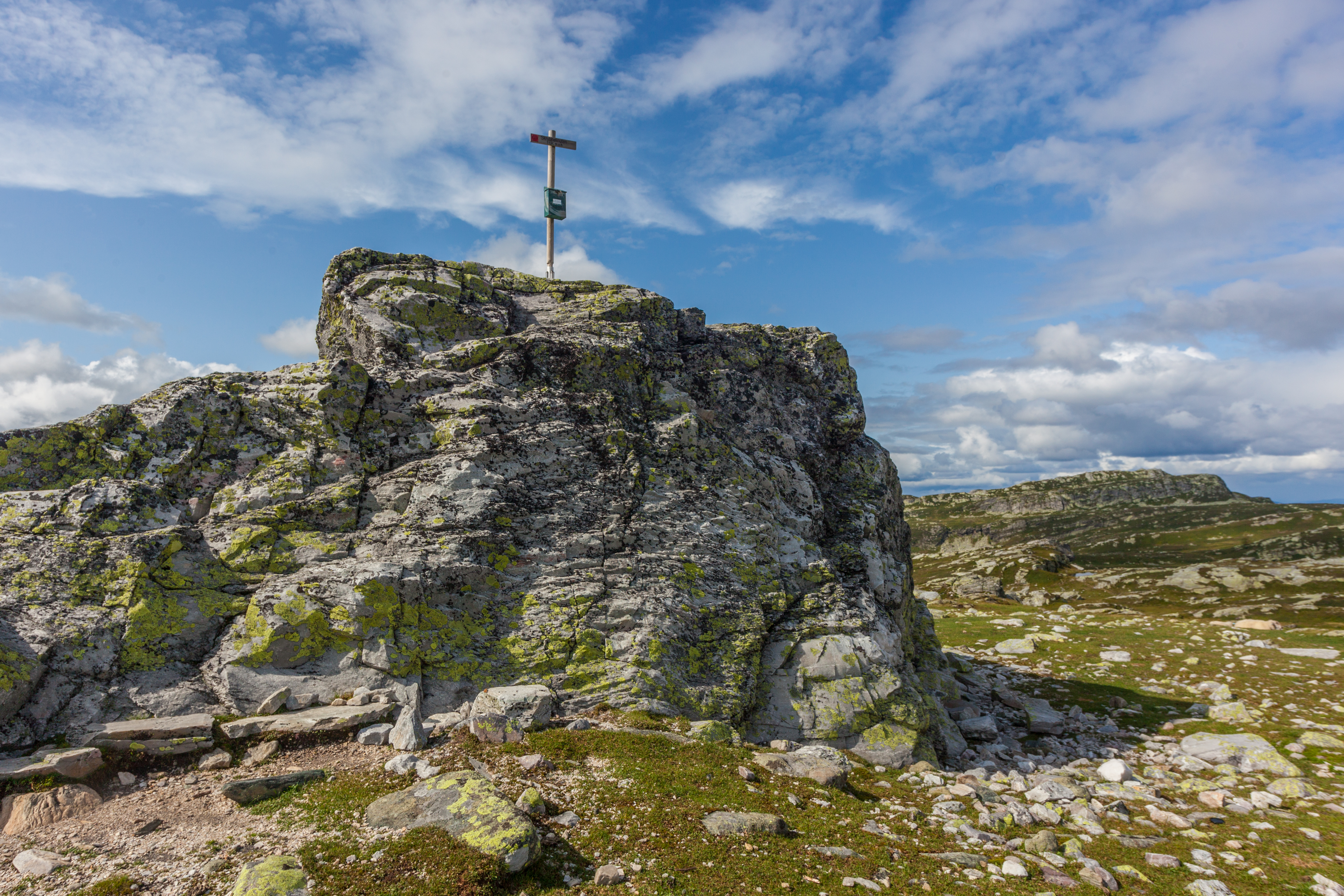
Kříž na vrcholu Skrubbelinuten (2019)
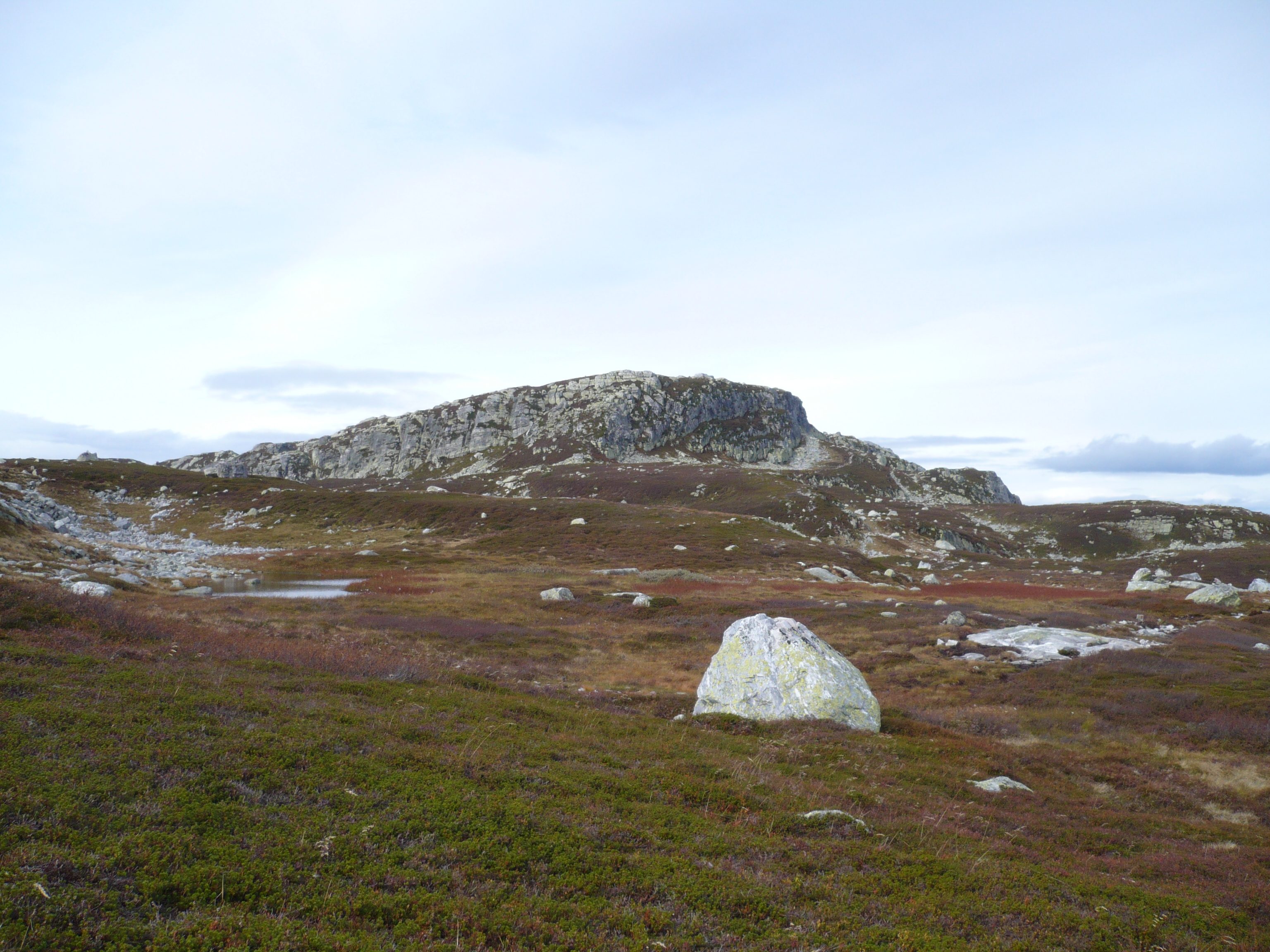
Pohled na horu Øysteinnatten
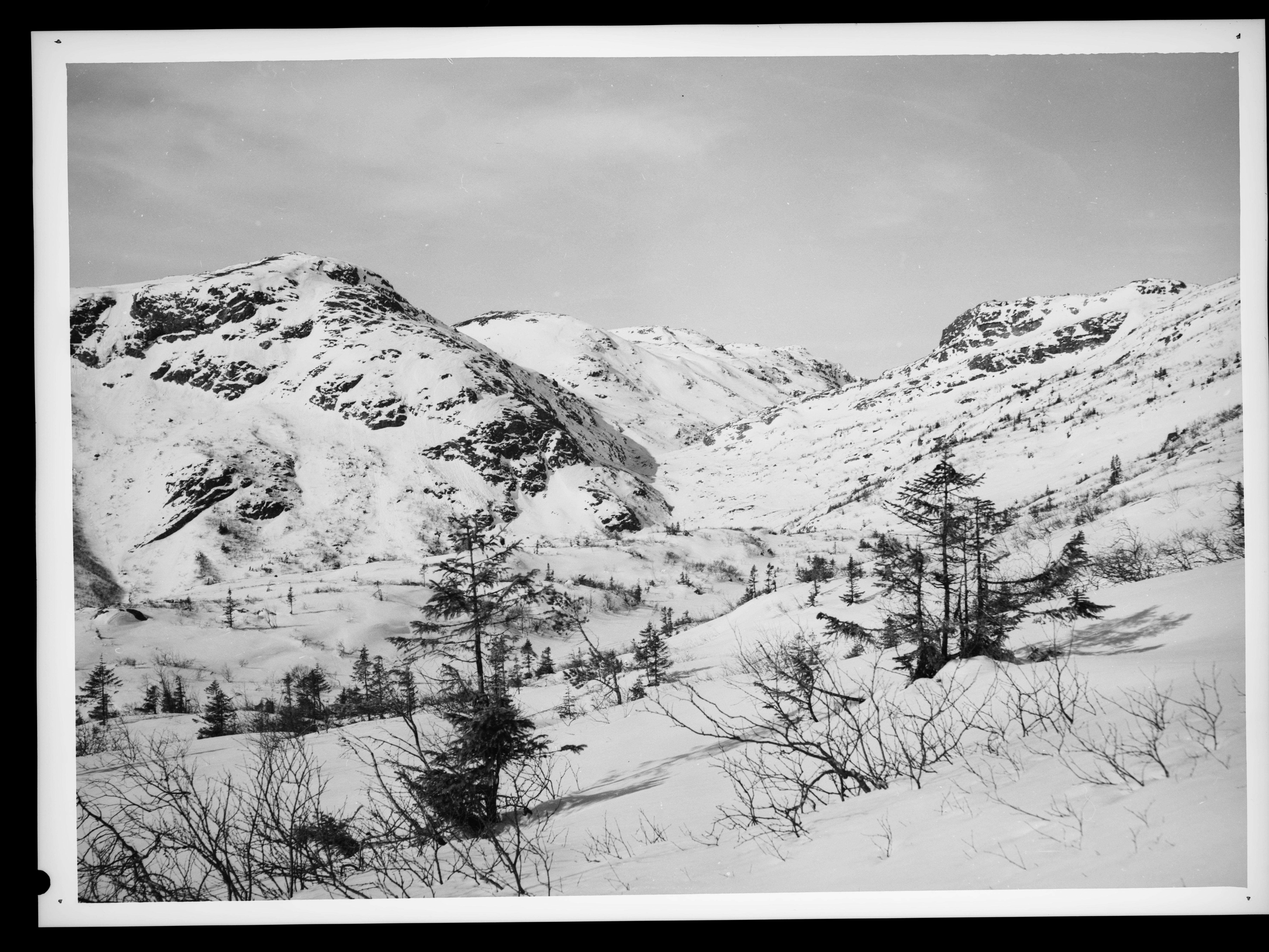
Historická fotografie Lifjellu (1957)